# Ионная связь

Атомы натрия и фтора, подвергающиеся окислительно-восстановительной реакции с образованием фторида натрия. Натрий теряет свой внешний электрон, приобретая стабильную электронную конфигурацию, и этот электрон переходит в атом фтора. Противоположно заряженные ионы притягиваются друг к другу с образованием стабильного соединения.

Ионная связь — сильная химическая связь между атомами существенно отличающимися между собой по электроотрицательности (>1,7 по шкале Полинга).
Идеальная ионная связь отвечает образованию в соединении разноименно заряженных ионов  за счёт смещения электронной плотности между атомами,  как если бы произошёл перенос электрона(ов) от атома с меньшей электроотрицательностью к атому с большей электроотрицательностью с образованием катиона и аниона, между которыми действует сила электростатического притяжения.  Химические соединения с ионной связью можно качественно описывать как образованные не атомами, а ионами, например, Na+Cl–, Cs+F–, Li+[AlF4]–. Таким образом, ионная связь может рассматриваться в качестве  крайнего случая при поляризации ковалентной связи. Характерна для бинарных соединений металлов и неметаллов и других солей. Энергия ионной связи и взаимное расположение ионов в соединении определяется электростатическим взаимодействием между ионами, в которых распределение заряда перестаёт быть сферическим и становится ориентированным в соответствии с поляризацией, которую оказывают соседние ионы. Большинство соединений с ионной связью имеют твердое агрегатное состояние при нормальных условиях .
На практике, идеальной ионной связи не существует, и более корректно говорить об ионном характере химической связи либо о ее полярности, которые могут также выражаться в степени переноса заряда между атомами или в их эффективных зарядах. Эти величины имеют количественное выражение, например, Л. Полингом предложено следующее выражение для ионного характера (IC,%) связи  между атомами А и В:
{\displaystyle IC=(1-e^{-1/4{(\chi _{A}-\chi _{B})}^{2}})\cdot 100\%,}
где {\displaystyle \chi _{A}} и {\displaystyle \chi _{B}} – электроотрициательности атомов А и В по шкале Полинга. Примером может служить фторид цезия CsF, в котором ионный характер составляет 92 %.

## Химическая связь
Если химическая связь образуется между атомами, которые имеют очень большую разность электроотрицательностей (ЭО > 1,7 по Полингу), то общая электронная пара полностью переходит к атому с большей ЭО. Результатом этого является образование соединения противоположно заряженных ионов:
{\displaystyle {\mathsf {A}}\cdot +\cdot {\mathsf {B}}\to {\mathsf {A}}^{+}[:{\mathsf {B}}^{-}]}
Между образовавшимися ионами возникает электростатическое притяжение, которое называется ионной связью.
Вернее, такой взгляд удобен. На деле ионная связь между атомами в чистом виде не реализуется нигде или почти нигде, обычно на деле связь носит частично ионный, а частично ковалентный характер. В то же время связь сложных молекулярных ионов часто может считаться чисто ионной. Важнейшие отличия ионной связи от других типов химической связи заключаются в ненаправленности и ненасыщаемости. Именно поэтому кристаллы, образованные за счёт ионной связи, тяготеют к различным плотнейшим упаковкам соответствующих ионов.
Характеристикой подобных соединений служит хорошая растворимость в полярных растворителях (вода, кислоты и т. д.). Это происходит из-за заряженности частей молекулы. При этом диполи растворителя притягиваются к заряженным концам молекулы, и, в результате броуновского движения, «растаскивают» молекулу вещества на части и окружают их, не давая соединиться вновь. В итоге получаются ионы, окружённые диполями растворителя.
При растворении подобных соединений, как правило, выделяется энергия, так как суммарная энергия образованных связей растворитель-ион больше энергии связи анион-катион. Исключения составляют многие соли азотной кислоты (нитраты), которые при растворении поглощают тепло (растворы охлаждаются). Последний факт объясняется на основе законов, которые рассматриваются в физической химии.
Если атом теряет один или несколько электронов, то он превращается в положительный ион — катион (в переводе с греческого — "идущий вниз). Так образуются катионы водорода Н+, лития Li+, бария Ва2+. Приобретая электроны, атомы превращаются в отрицательные ионы — анионы (от греческого «анион» — идущий вверх). Примерами анионов являются фторид ион F−, сульфид-ион S2−, нитрат-ион NO3-.

## Пример образования ионной связи
Рассмотрим способ образования на примере хлорида натрия NaCl. Электронную конфигурацию атомов натрия и хлора можно представить: {\displaystyle {\mathsf {Na^{11}1s^{2}2s^{2}2p^{6}3s^{1}}}} и {\displaystyle {\mathsf {Cl^{17}1s^{2}2s^{2}2p^{6}3s^{2}3p^{5}}}}. Это атомы с незавершенными энергетическими уровнями. Для их завершения атому натрия легче отдать один электрон, чем присоединить семь, а атому хлора легче присоединить один электрон, чем отдать семь. При химическом взаимодействии атом натрия полностью отдает один электрон, а атом хлора принимает его.
Схематично это можно записать так:
{\displaystyle {\mathsf {Na-e\rightarrow Na^{+}}}} — ион натрия, устойчивая восьмиэлектронная оболочка ({\displaystyle {\mathsf {Na^{+}1s^{2}2s^{2}2p^{6}}}}) за счет второго энергетического уровня.
{\displaystyle {\mathsf {Cl+e\rightarrow Cl^{-}}}} — ион хлора, устойчивая восьмиэлектронная оболочка.
Между ионами {\displaystyle {\mathsf {Na^{+}}}} и {\displaystyle {\mathsf {Cl^{-}}}} возникают силы электростатического притяжения, в результате чего образуется соединение.

## Модель идеального кристалла
Для кубического кристалла хлорида натрия (NaCl) каждый атом Na окружён 6-ю атомами Cl, поэтому соответствующая потенциальная энергия {\displaystyle -6ke^{2}/r\,,} где r — расстояние между атомами, e — заряд электрона, k — постоянная Кулона. Расположенные за ионами хлора положительно заряженные ионы натрия (в количестве 12) отталкиваются от центрального иона и так далее. В общем, притягивающий потенциал можно записать в виде
{\displaystyle U_{attr}=-\alpha k{\frac {e^{2}}{r}}\,,}
где α — постоянная Маделунга. Для хлорида натрия α=1,7476. Из-за принципа запрета Паули возникает дополнительное отталкивание между ионами, и полный потенциал можно записать в виде
{\displaystyle U_{t}=-\alpha k{\frac {e^{2}}{r}}+{\frac {B}{r^{m}}}\,,}
где B и m≈10 — постоянные, зависящие от вида ионов. Такой потенциал имеет минимум, абсолютное значение которого в нём называется ионной энергией когезии — то есть энергией, необходимой для разделения ионов на бесконечности. Для хлорида натрия она составляет 7,84 эВ/ион или 760 кДж/моль. Для атомной энергии когезии нужно учесть нейтрализацию ионов.